# بادیگارد (فیلم ۲۰۱۱)
بادیگارد (به انگلیسی: Bodyguard) فیلمی محصول سال ۲۰۱۱ و به کارگردانی صدیق است. در این فیلم بازیگرانی همچون سلمان خان، کارینا کاپور، آدیتای پانچولی، چتان هانسراج، راج بابار، هازل کیچ، ماهش مانجرکار، رما دبناث، آسرانی، کاترینا کایف ایفای نقش کرده‌اند.

## خلاصه داستان
جان دختر فرد با نفوذی به نام سرتاج رانا مورد تهدید قرار می‌گیرد او برای محافظت از دخترش دیویا یک بادیگارد با نام لاولی سینگ (سلمان خان) را استخدام می‌کند بادیگارد همه جا مراقب دختر است و حتی در کلاس درس هم همراه او می‌رود.
دیویا (کارینا کاپور) که از این وضع خسته شده‌است تصمیم می‌گیرد از یک خط تلفن ناشناس برای او مزاحمت ایجاد کند او خود را چایا معرفی می‌کند و روزی چند نوبت به لاولی زنگ می‌زند این تماس‌ها کم‌کم باعث می‌شد لاولی عاشق صاحب صدا شود و دیویا هم عاشق لاولی می‌شود اما او نمی‌تواند به لاولی بگوید که چایا است. در یک تماس تلفنی چایا از لاولی می‌خواهد تا با هم فرار کنند و لاولی می‌پذیرد.
خدمتکار خانه این مکالمه تلفنی را می‌شنود و به پدر مادر دیویا خبر می‌دهد. پدر دیویا تصمیم می‌گیرد لاولی را بکشد ولی وقتی می‌فهمد که لاولی عاشق دختر دیگری به نام چایا شده به او اجازه می‌دهد تا برود ولی از یکی از افرادش می‌خواهد تا لاولی را تعقیب کند و اگر در ایستگاه او با زنی قرا نداشت او را بکشد. دیویا که متوجه ماجرا می‌شود از دوستش مایا(هازل کیچ) می‌خواهد به ایستگاه قطار برود و خود را چایا معرفی کند و بعد از نجات لاولی ما جرا را بعداً برای او تعریف کند مایا به ایستگاه می‌رود و خود را چایا معرفی می‌کند و تماس دیویا را قطع می‌کند و دیگر حقیقت را نمی‌گوید و تا جایی که می‌تواند ارتباط او را با دیویا و خانواده اش قطع می‌کند.
سال‌ها بعد هنگامی که مایا فوت می‌کند لاولی همراه فرزندش به دیدار پدر دیویا می‌رود. پسر لاولی که دفتر خاطرات مادرش در دست اوست و آن را خوانده‌است از دیویا می‌خواهد تا با پدرش ازدواج کند و سرتاج رانا پدر دیویا هم همین در خواست را تکرار می‌کند. آن دو باهم ازدواج می‌کنند و پسر لاولی به در خواست مادرش دفتر خاطرات را دور می‌اندازد. اما لاولی دفتر را پیدا می‌کند و تازه متوجه می‌شود دیویا همان چایا بوده‌است بعد از آن لاولی به دیویا زنگ می‌زند و او را چایا خطاب می‌کند.